# 自治党 (フェロー諸島)
自治党（じちとう、フェロー語: Sjálvstýrisflokkurin）は、フェロー諸島の政党。